# Cantón de Vézelise
El cantón de Vézelise era una división administrativa francesa, que estaba situada en el departamento de Meurthe y Mosela y la región de Lorena.

## Composición
El cantón estaba formado por treinta y tres comunas:
- Autrey
- Chaouilley
- Clérey-sur-Brenon
- Dommarie-Eulmont
- Étreval
- Forcelles-Saint-Gorgon
- Forcelles-sous-Gugney
- Fraisnes-en-Saintois
- Frolois
- Goviller
- Gugney
- Hammeville
- Houdelmont
- Houdreville
- Lalœuf
- Marthemont
- Ognéville
- Omelmont
- Parey-Saint-Césaire
- Pierreville
- Praye
- Pulligny
- Quevilloncourt
- Saxon-Sion
- Thélod
- They-sous-Vaudemont
- Thorey-Lyautey
- Vaudémont
- Vézelise
- Viterne
- Vitrey
- Vroncourt
- Xeuilley

## Supresión del cantón de Vézelise
En aplicación del Decreto nº 2014-261 de 26 de febrero de 2014, el cantón de Vézelise fue suprimido el 22 de marzo de 2015 y sus 33 comunas pasaron a formar parte; treinta y uno del nuevo cantón de Meine au Saintois y dos del nuevo cantón de Neuves Maisons.